# Karl Gatermann der Jüngere
Karl Gatermann der Jüngere (* 17. Juni 1909 in Dessau; † 3. April 1992 in München) war ein deutscher Maler, Grafiker sowie Bühnenbildner. Er war der Neffe des gleichnamigen Malers Karl Gatermann d. Ä., Bruder von Bruno Gatermann und Onkel von dessen Sohn Uwe Gatermann.

## Leben
Karl Gatermann durchlief eine Ausbildung als Dekorationsmaler in der Firma seines Vaters Johannes Gatermann in Zerbst/Anhalt. 1928 legte er dort die Gesellen- und 1933 die Meisterprüfung ab. Seine künstlerische Ausbildung begann 1926 an der Kunstgewerbeschule in Dessau bei Wilhelm Danz und ab 1927 am Bauhaus Dessau bei Walter Gropius, Wassily Kandinsky, Paul Klee und Lyonel Feininger. Die Finanzierung seines Studiums machte die gelegentliche Tätigkeit als Fachlehrer in der Malerklasse der Berufsschule in Zerbst nötig. Ab 1935 bis zum Ausbruch des Zweiten Weltkrieges studierte er in München an der Akademie der Bildenden Künste. Seine dortigen Lehrer waren Angelo Jank, Max Doerner, Adolf Schinnerer und Max Mayrshofer, Bühnenbild bei Emil Preetorius.
Als Bühnenbildner war er sowohl an der Bayerischen Staatsoper in München als auch an den Opernhäusern in Magdeburg und Bernburg (Saale) tätig; weiterhin bei der Bavaria Filmkunst in München – Geiselgasteig, so in dem Spielfilm Philine von und mit Theo Lingen. Dieser Film war ein sog. Überläufer, der erst 1949 uraufgeführt wurde.
Nach dem Krieg malte er vorwiegend naturalistische Ölgemälde aus dem Münchener Raum und der umliegenden Bergwelt. Der Münchener Kunstverlag Emil Köhn erwarb zahlreiche Bilder mit Bergmotiven für den Druck von Kunstpostkarten. Gatermann hatte sehr früh die wechselnden Stimmungen in den Parkanlagen für seine Arbeit entdeckt und bezeichnete sich selbst als den „ersten Maler der Münchener Parklandschaften“. Sein Malstil näherte sich während dieser Zeit dem Spätimpressionismus.

## Werke (Auswahl)
- Weite Landschaft mit grasenden Kühen, Öl/Hartfaser, signiert K. Gaterman, Ortsangabe München, datiert 22.9.48, 50 × 70,5 cm.
- Herbstlicher Wald, Öl/Hartfaser, signiert K. Gaterman, Ortsangabe München, datiert 16.10.48, rückseitig bezeichnet K. Gatermann, 60 × 80 cm.
- Erntefeld zwischen Johanniskirchen und Unterföhring, Öl/Leinwand, signiert K. Gaterman, datiert 1952, Ortsbezeichnung München, 60,5 × 80,5 cm.

Im Stadtmuseum Unterschleißheim  finden sich in der dem Museum 2018 vermachten Sammlung Graf des Unternehmers Manfred Werner  Graf (1952–2023) die drei folgenden Arbeiten:
- Feldweg bei Schleißheim , Öl/Leinwand, 1959, signiert K. Gatermann, München, 90 × 79 cm.
- Ein schöner Tag bei Lohhof , Öl/Leinwand, 1959, signiert K. Gatermann, München, 90 × 70 cm.
- Im Berglwald , Öl/Leinwand, 1957, signiert K. Gatermann, München, 88 × 80 cm.

## Signaturen
Bei ansonsten gleichlautendem Namenszug K. Gatermann signierte Karl Gatermann d. Ä., also der Onkel, nur seine frühen Bilder gelegentlich mit dem Zusatz München. Diese wenigen Bilder entstanden während seiner dortigen Studienzeit vor dem Ersten Weltkrieg. Ab 1919 hat er diese Ortsangabe nicht mehr gemacht, da er wieder nach Lübeck zurückgekehrt war.
Der Neffe hingegen, also Karl Gatermann d. J., versah seine Arbeiten zumeist mit dem Zusatz München, da er dort lebte und arbeitete. Weitere deutliche Unterscheidungsmerkmale lassen sich in den Motiven und Malstilen finden. Von großer Bedeutung ist auch die Tatsache, dass Karl Gatermann d. J. seine Bilder nach dem Zweiten Weltkrieg, etwa ab 1950, sehr oft in Druckbuchstaben signierte, was der Onkel nie getan hat.